# 塩崎優衣
塩崎 優衣（しおさき ゆい、1998年3月31日 - ）は、日本の女子ラグビーユニオン選手。

## プロフィール
- 東京都中野区出身[1]。
- ポジションはフランカー(FL)。
- 身長 166cm、体重 66kg

## 略歴
小学2年生からラグビーを始めた。
2016年、都立青山高校卒業後、慶應義塾大学に入る。
2017年、女子ラグビーワールドカップ2017の女子日本代表に選ばれた。
2020年、慶應義塾大学卒業。